# 拉图雷特
拉图雷特（法語：La Tourette，法語發音：[la tuʁɛt]）是法国卢瓦尔省的一个市镇，属于蒙布里松区。

## 地理
拉图雷特（45°24'53"N, 4°5'4"E）面积5.65 平方千米，位于法国奥弗涅-罗讷-阿尔卑斯大区卢瓦尔省，该省份为法国中南部省份，北起顺时针与索恩-卢瓦尔省、罗讷省、伊泽尔省、阿尔代什省、上盧瓦爾省、多姆山省和阿列省接壤。
与拉图雷特接壤的市镇（或旧市镇、城区）包括：吕列克、佩里尼厄、圣博内堡、圣尼济耶德福尔纳。

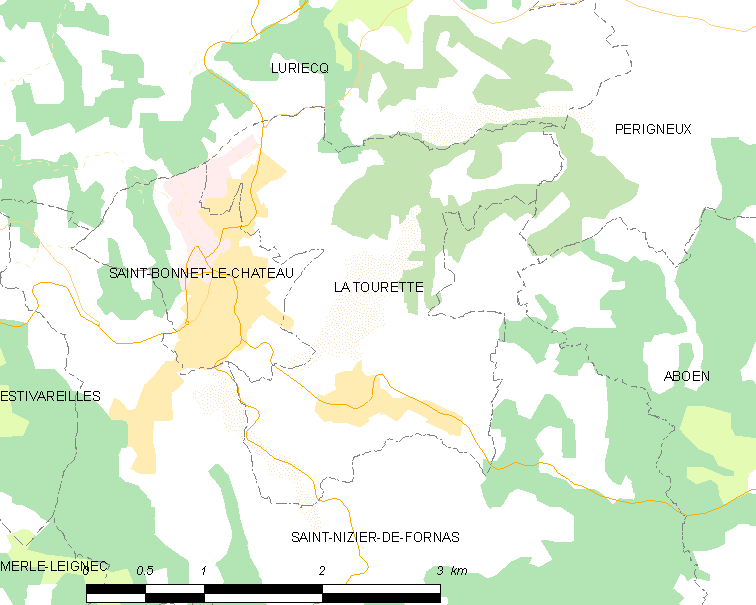
拉图雷特的OSM定位图

拉图雷特的时区为UTC+01:00、UTC+02:00（夏令时）。

## 行政
拉图雷特的邮政编码为42380，INSEE市镇编码为42312。

## 政治
拉图雷特所属的省级选区为圣瑞斯特-圣朗贝尔县。

## 人口

1962-2008年间拉图雷特人口变化图示

拉图雷特于2022年1月1日时的人口数量为630人。